# Copper Peak (szczyt)
Copper Peak – góra w USA, w stanie Waszyngton (Hrabstwo Chelan), położona 24 km na wschód od Glacier Peak. Z wierzchołka w kierunku wschodnim spływa duży lodowiec. Nazwa szczytu pochodzi od nieczynnej obecnie kopalni miedzi (ang. copper), leżącej u podnóża szczytu po jego północno-wschodniej stronie. Obecnie znajdują się ruiny budynków kopalni oraz miasteczka górniczego Holden oraz liczne szyby. Szczyt leży na terenie Glacier Peak Wilderness.